# NGC 4720
NGC 4720 est une galaxie lenticulaire naine située dans la constellation de la Vierge. Sa vitesse par rapport au fond diffus cosmologique est de 1 841 ± 24 km/s, ce qui correspond à une distance de Hubble de 27,2 ± 3,8 Mpc (∼88,7 millions d'al). NGC 4720 a été découverte par l'astronome germano-britannique William Herschel en 1787.
NGC 4720 présente une large raie HI.
À ce jour, une mesure non basée sur le décalage vers le rouge (redshift) donne une distance d'environ 20,200 Mpc (∼65,9 millions d'al). Cette valeur est à l'extérieur des valeurs de la distance de Hubble. Notons que c'est avec la valeur moyenne des mesures indépendantes, lorsqu'elles existent, que la base de données NASA/IPAC calcule le diamètre d'une galaxie.